# Knife Edge: Nose Gunner
Knife Edge: Nose Gunner, conegut al Japó i Europa com a Knife Edge (ナイフ・エッジ), és un videojoc per la Nintendo 64 creat per Kemco. Va ser llançat el 27 de novembre de 1998 al Japó i el 10 de novembre de 1998 a l'Amèrica del Nord.

## Jugabilitat
Knife Edge és per a un a quatre jugadors. El jugador, mentre es mou entre les ubicacions del joc al vaixell Knife Edge, controla un cursor que dispara les bales de canons vulcanitzats. Quan més d'un jugador estigui jugant, cada cursor està codificat en color diferent per distingir-los. A més de la pistola normal, hi ha l'opció d'arma secundària. Un comandant proporciona un consells a través del sistema de comunicació.
El moviment del vehicle està clarament predeterminat, però el jugador rep una certa habilitat per moure's en forma de quatre botons C al comandament de la Nintendo 64. Quan es prem un botó, la nau es mourà lleugerament en la direcció corresponent. Això s'utilitza principalment per evitar obstacles i atacs.

## Argument
El joc descriu un "New Frontier Plan" (Nou pla fronterer) anunciat pels Estats Units a finals del segle xx; un ambiciós programa per permetre als humans migrar a Mart. El Congrés dels Estats Units va aprovar un enorme pressupost per la National Aeronautics and Space Agency (NASA) per iniciar el desenvolupament d'aquest programa. Altres països tecnològicament avançats també van participar en el pla. A través d'un esforç cooperatiu sense precedents, els membres del New Frontier Plan havien construït una estació espacial en òrbita; la vida a Mart aviat seria una realitat.
Aquest pla per desenvolupar Mart va ser anomenat oficialment "Mars Frontier Project" (MFP). A finals del segle xxi, es va construir una estructura en forma de cúpula anomenada "Planta" sobre el sòl marcià, i la colonització va començar finalment. La primera onada de colons es va aplicar a la terraformació del planeta per a la supervivència humana; ajustar l'atmosfera i assegurar els recursos hídrics.
Va passar mig segle. A Mart, l'aire era transpirable i els oceans es formaven a mesura que els casquets de gel del sud continuaven a fondre. Els arbres i els arbustos van florir gradualment; Mars estava evolucionant d'un planeta de pols vermell en un entorn verd i exuberant. Al començament de la cinquena onada d'emigració, els funcionaris del MFP van rebre un alarmant informe dels colons marcians; "Unes formes de vida desconegudes estaven apareixent a prop d'una de les colònies”.
En rebre els informes, els funcionaris governamentals clau a la Terra es van alarmar. Per protegir els colons, les Nacions Unides van establir una estació de relleus militars a la lluna marciana Phobos i van construir un lloc militar al propi Mart. Aquesta va ser l'oportunitat que les forces armades inquietes de tot el món estaven esperant. Un dia, les tropes que patrullaven una part subdesenvolupada de Mart van descobrir ruïnes antigues amb el que semblava ser signes de vida extraterrestre. Immediatament es va enviar una unitat de reconeixement; van informar que les ruïnes eren d'una civilització destruïda al voltant del segle xi, temps de la Terra. Una de les teories era que l'atmosfera restaurada havia despertat les criatures marcianes, que ja estaven inactives, que havien estat observades a la zona en el passat.
Poc després va començar el problema. Primer, les comunicacions d'una de les altres colònies es van tallar de sobte. Després, un darrere l'altre, cadascuna de les altres colònies, així com el lloc militar, van perdre tots els canals de comunicació. Una partida d'investigació podria sortir immediatament de la Terra, però requeriria diversos dies per arribar a Mart. Per tant, les Nacions Unides van ordenar a un esquadró de prova un nou tipus d'avió d'assaig experimental, estacionat a Phobos, per investigar i eliminar les pertorbacions a Mart.
Poc després que l'esquadró estigués en l'aire, els monitors de l'estació de transferència van rebre la comunicació final del lloc militar de Mart: "Mayday! Mayday! What is that?! It’s crawling on the surface… It’s attacking!! Mayday, mayday!" ("Mayday! Mayday! Què és això? S'està arrossegant per la superfície ... Ens ataca !! Mayday, mayday!")